# El Chimbo
El Chimbo är en ort i Honduras.   Den ligger i departementet Departamento de Francisco Morazán, i den sydvästra delen av landet, 11 km nordost om huvudstaden Tegucigalpa. El Chimbo ligger 1 213 meter över havet och antalet invånare är 1 145.
Terrängen runt El Chimbo är huvudsakligen kuperad, men norrut är den bergig. Runt El Chimbo är det ganska tätbefolkat, med 60 invånare per kvadratkilometer. Närmaste större samhälle är Tegucigalpa, 11,3 km sydväst om El Chimbo. 